# Jacques Lagrange (peintre)
Pour les articles homonymes, voir Jacques Lagrange et Lagrange.
Jacques Lagrange, né le 28 juillet 1917 à Paris et mort le 20 juillet 1995 à Châteauroux, est un peintre, graveur et scénariste français.

## Biographie
Né dans une famille d'artistes, son père étant architecte, sa mère institutrice et son oncle peintre,, Jacques René Lagrange après l'installation de ses parents, venant de la rue Sarrette, à Arcueil et des études au Lycée Lakanal entre en 1933 à l'École nationale des arts décoratifs et fréquente de 1934 à 1937 les ateliers de peinture et de gravure de l'École des beaux-arts de Paris. Il est en 1936 invité au Salon des Tuileries. En 1937, il participe auprès de Raoul Dufy à la décoration du pavillon de l'électricité de l'Exposition universelle de Paris.
Mobilisé en 1939 à Angers, il y découvre la tenture de l'Apocalypse. Fait prisonnier et interné en Silésie, libéré et démobilisé en 1944,, Lagrange rejoint son atelier d'Arcueil. Invité au deuxième Salon de mai en 1946, il y participe ensuite chaque année. Il part la même année à Aubusson et y réalise son premier carton de tapisserie (Banlieue) en contact direct avec les artisans. Il séjourne en 1946 à Londres. Paul Martin, directeur de la galerie de France l'expose en 1947 avec Georges Dayez.
En 1948 Jacques Lagrange réalise sa première exposition de peintures (Fenêtres ouvertes sur Arcueil) à la galerie de France tandis que la galerie Galanis présente ses aquarelles. À partir de 1950 il est exposé à Paris, auprès de Bores, Tal Coat, Jean Le Moal, Manessier, Pignon, Singier, Soulages, par Myriam Prévot et Gildo Caputo devenus les directeurs de la galerie de France.
Lagrange est invité en 1951 à la Biennale de São Paulo avec Roger Chastel, en 1952 à la Biennale de Venise avec Georges Braque et Legueult et en 1953 à la triennale de Milan avec Jean Lurçat et Henri-Georges Adam.

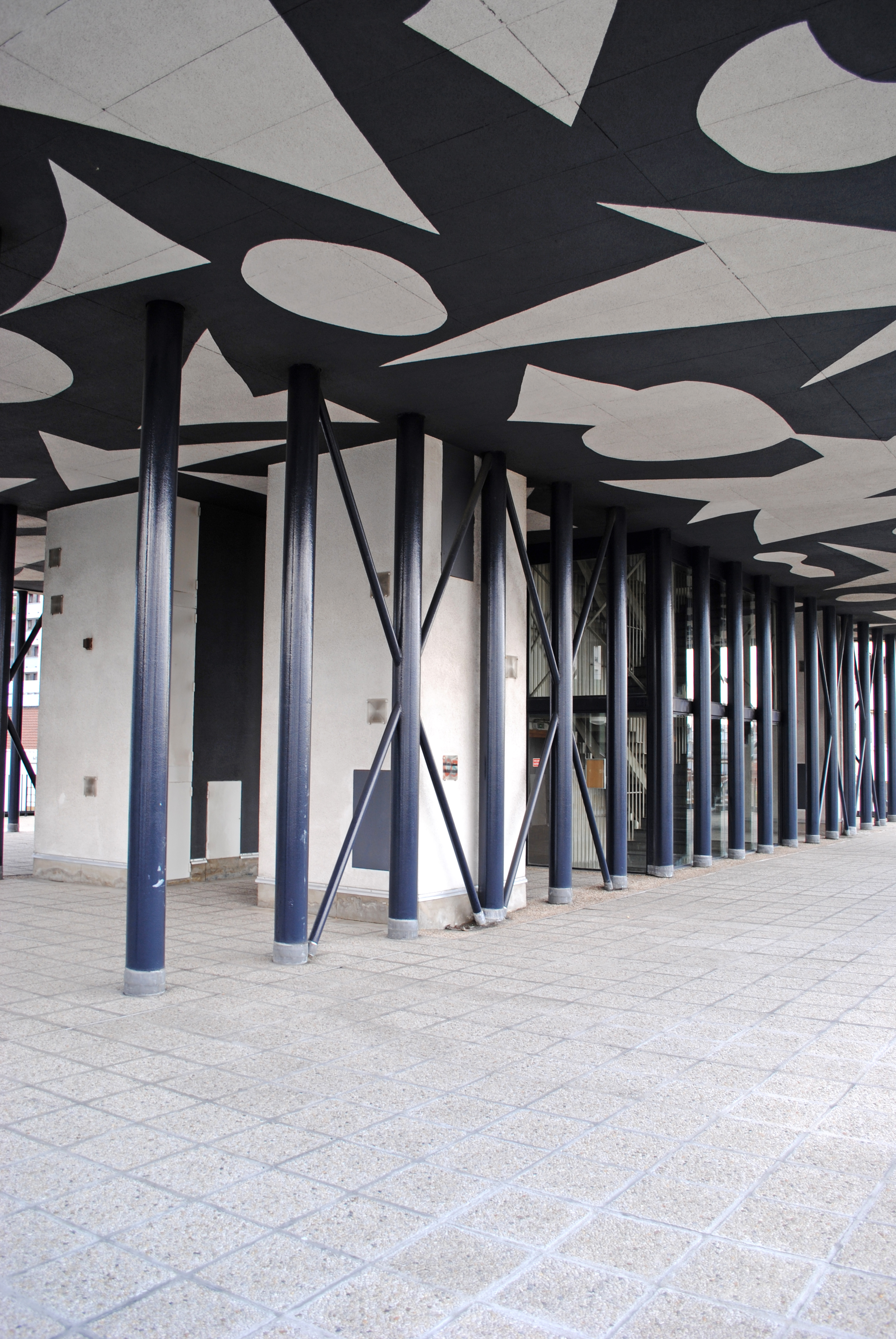
Plafond de la terrasse de la tour Albert à Paris, 1957-1959.

À partir de 1953, ses peintures sont régulièrement présentées par la galerie Villand et Galanis, auprès de celles de Bertholle, Roger Chastel, Maurice Estève, Gischia, Charles Lapicque et des sculptures de Baltasar Lobo.

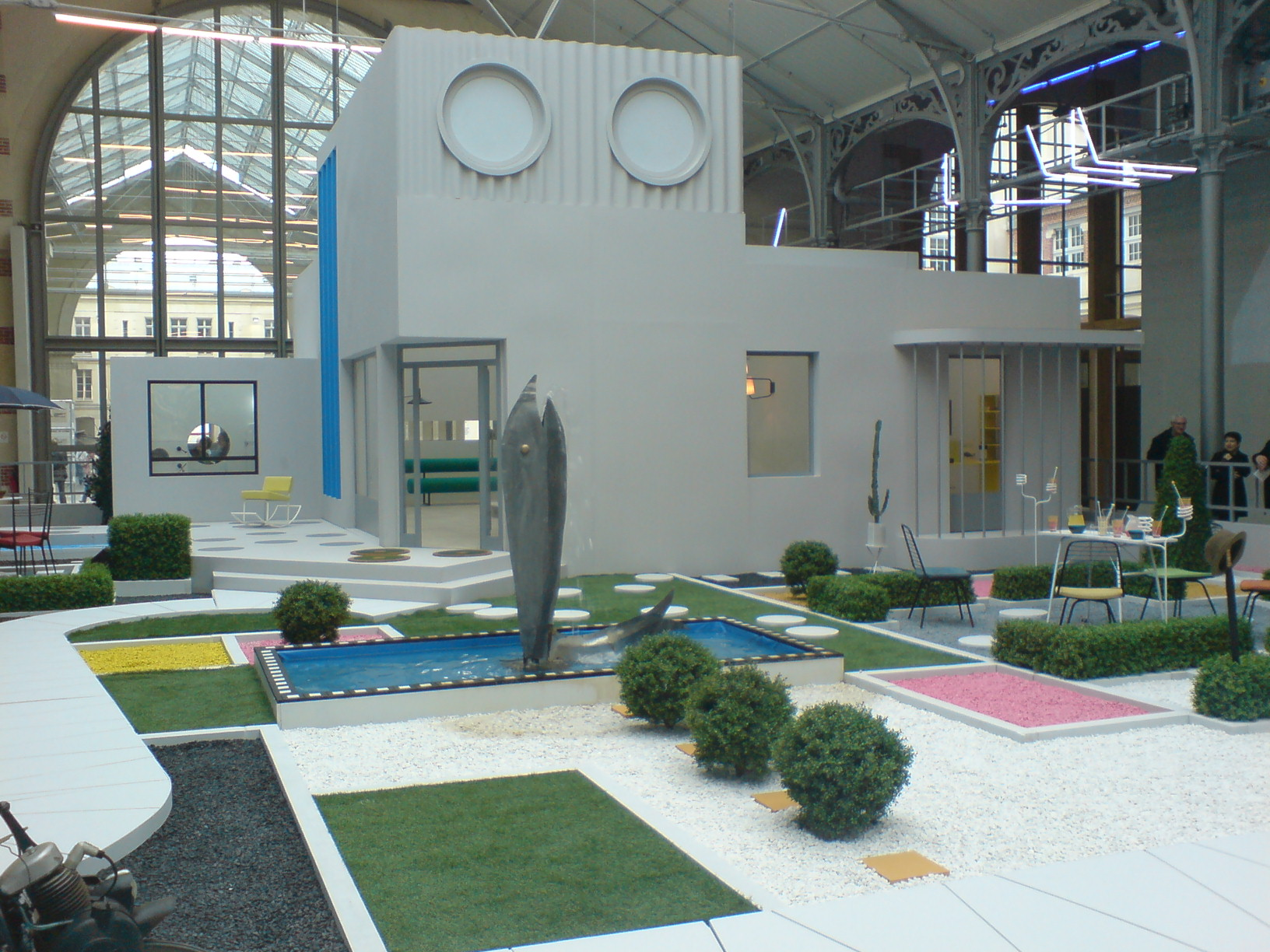
Reconstitution de la Villa Arpel dans Mon oncle conçue par Jacques Lagrange, 1954

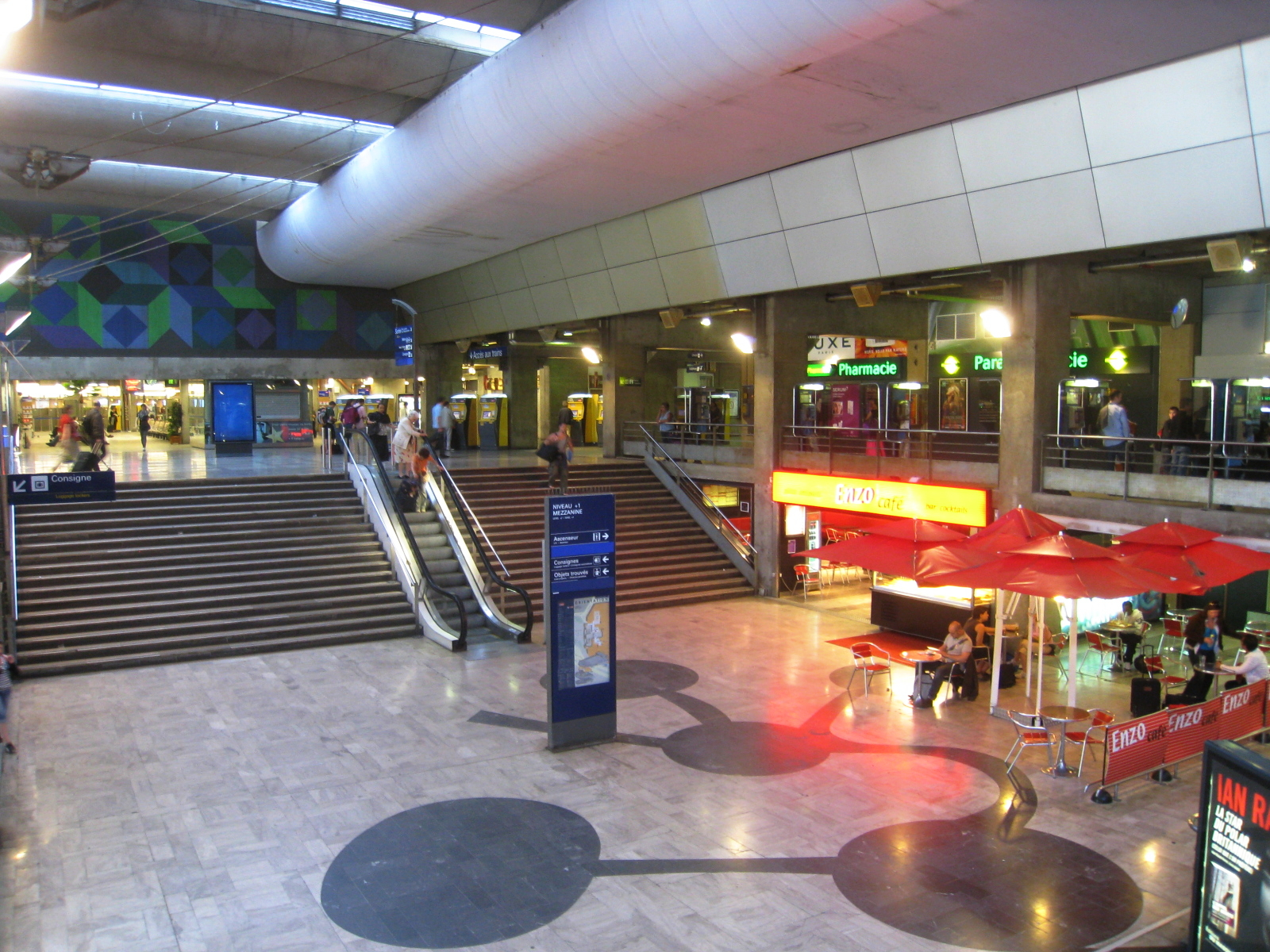
Sol de la Gare Montparnasse à Paris, 1968.

Jacques Lagrange est coscénariste en 1948 des Vacances de monsieur Hulot (1953), en 1954 de Mon oncle (décors et conception de la célèbre villa Arpel et de ses abords) (1958), en 1960 de Playtime (1967), de Trafic (1971) et Parade (1974) de Jacques Tati qu’il a rencontré en 1945 et avec qui il ne cesse de collaborer comme conseiller artistique. Il participe ainsi au scénario de Confusion dont la réalisation est interrompue par la mort de Tati en 1982.
Il travaille par ailleurs avec Jean Vilar, créant notamment en 1958 les décors et costumes d’Ubu pour le TNP.
Lagrange réalise plusieurs œuvres monumentales intégrées aux réalisations de l'architecte Édouard Albert, un plafond de 600 m2 pour la tour Croulebarbe, dite aussi tour Albert (1957-1959), premier gratte-ciel de Paris, et un pavement en marbre (1967-1972) pour la faculté des sciences de Jussieu dont Jean Lescure fournit l'épigraphie (formule d'Einstein, vers de Baudelaire et phrase de Gaston Bachelard). Il dirige en 1968 la réalisation du sol de la Grande Salle des Pas Perdus de la Gare Montparnasse.
Créateur de plusieurs dizaines de cartons de tapisseries, Lagrange est professeur à l'École des beaux-arts de Paris de 1972 à 1984.
De 1967 à 1992, il réside au village de Saint-Martial-le-Mont (Creuse). En 1980 il organise l’exposition rétrospective Hommage à Bertolle, Chastel, Singier à l’École des Beaux-Arts de Paris. Il est nommé en 1981 à la Commission de l’Inventaire Général des Sites et œuvres d’Art du Limousin (Corrèze, Haute-Vienne, Creuse) et en 1984 au Conseil d’Administration du Nouveau Musée Arts et Traditions Populaires de La Marche et du Limousin.
Jacques Lagrange meurt le 20 juillet 1995 à Châteauroux, à l'âge de 77 ans. Il est inhumé au cimetière du Montparnasse (division 8, 5 est, 21 sud).

## Œuvre
La peinture de Lagrange se développe par séries autour de thèmes divers, notamment, :
- Natures mortes aux assiettes (1946)
- Femmes à la vaisselle (1947)
- Fenêtres ouvertes sur Arcueil (1948)
- Les Invités d'Arcueil, Les Restaurants (1951)
- Malabry, Personnages dans les échelles (1953)
- Constructions périphériques (1954)
- Les Serres (1955)
- Les Jardins botaniques (1957)
- Chartres dans Chartes (1958)
- Les Batailles (Hommage à Paolo Uccello, Florence (1963)
- Compositions rurales (1964)
- Les Vanités (1965)
- Les Déménagements (1968)
- Le Fil conducteur, Les Acrobates (1970)
- Les compositions françaises, Les Tiroirs embarrassés (1978)
- Les rendez-vous imaginaires, Déjeuners improvisés (1982)
- Observations (1985)

## Principales expositions personnelles
- 1946, Londres, Anglo-French center
- 1947, Bruxelles, galerie Apollo
- 1948, Paris, galerie de France
- 1948-1978, Paris, galerie Villand et Galanis
- 1954, Bruxelles, galerie La Sirène
- 1957, Paris, Paris, galerie Saint-Augustin
- 1963, Saint-Étienne, galerie Chimène
- 1966-1968, Paris, galerie La Demeure (tapisseries)
- 1969, Maison de la culture de Saint-Étienne (rétrospective)
- 1972, Bourges, Maison de la culture de Bourges (rétrospective)
- 1972, Sainte-Feyre, château
- 1977, Peintures de la période d'Arcueil, Arcueil, Hôtel de Ville
- 1985, Aubussson, musée de la tapisserie et Musée des Beaux-Arts d'Arras (rétrospective de l'œuvre tissé)
- 1982, Lausanne, galerie Vallotton
- 1987-1988, Angers, Lagrange, œuvre peint, tapisseries, Musée Jean-Lurçat et de la Tapisserie contemporaine
- 1988, Paris, galerie Mostini
- 1991, Pontoise, Musée Tavet-Delacour (rétrospective)

## Réalisations monumentales
- 1957-1959 : plafond de 600 m2 pour la tour Croulebarbe, dite aussi tour Albert à Paris.
- 1967-1972 : pavement en marbre pour la faculté des sciences de Jussieu à Paris.
- 1968 : réalisation du sol de la Grande Salle des Pas Perdus de la Gare Montparnasse à Paris.
- 1973 : mosaïques de marbre pour la Faculté de pharmacie de Lille (1 % artistique).

## Illustration
- Eugène Guillevic, Temple du merle, quinze bois gravés de Lagrange, Éditions Galanis, Paris, 1969.

## Œuvres dans les collections publiques

### En France
- Angers, Musée Jean-Lurçat et de la Tapisserie contemporaine :
  - Hommage à Paolo Uccello, 1966, tapisserie, 280 x 680 cm, atelier Labrunie-Laurenceau, Angers
- Aubusson, Cité internationale de la tapisserie :
  - Combat anachronique, 1980, tapisserie, 238 x 518 cm, atelier Braquenié, dépôt du Mobilier national
  - Comètes et compagnies, tapisserie, 220 x 410 cm
- Aubusson, École nationale d'art décoratif d'Aubusson :
  - La Bastonnade, 1964-1966, tapisserie, 174 x 242 cm, atelier ENAD, Aubusson
- Besançon, faculté des sciences et techniques, université de Franche-Comté :
  - Hommage à Paolo Uccello, tapisserie, 280 x 680 cm exemplaire n° 1
  - Histoire de Besançon, 1966, tapisserie, 280 x 295 cm, atelier Picaud, Aubusson
- Le Havre, musée d'art moderne André-Malraux[13] :
  - Les Assiettes, 1950, huile sur toile, 65 x 92 cm
  - Les Rochers, 1958, huile sur toile, 81 x 100 cm, dépôt du FNAC numéro 6234
- Paris, Centre national d'art et de culture Georges-Pompidou :
  - Nature morte à la cafetière, 1951, gouache sur papier, 50 x 63 cm , numéro d'inventaire AM 1794 D
  - Nature morte aux assiettes, c. 1951, aquarelle sur papier, 49 x 63 cm, numéro d'inventaire AM 1885 D
  - Arcueil, 1953, aquarelle sur papier, 50 x 65 cm, numéro d'inventaire AM 1932 D
- Paris, Centre national des arts plastiques[14] :
  - Le Port, 1938, gouache sur papier, 50 x 65 cm, numéro inventaire FNAC 15762
  - Fenêtre ouverte sur Arcueil, c. 1953, huile sur toile, 162 x 130 cm, numéro inventaire FNAC 23533, en dépôt depuis 1971 à l'ambassade de France à Stockholm
  - Constructions périphériques, 1954, huile sur toile, 81 x 100 cm, numéro inventaire FNAC 25024, en dépôt depuis 2018 à l'ambassade de France à La Haye
  - Les Rochers, 1958, huile sur toile, 81 x 100 cm, numéro inventaire FNAC 26234, en dépôt depuis 1958 au musée d'art moderne André-Malraux du Havre
  - Le Combat burlesque, 1961, huile sur toile, 113,5 x 145 cm, numéro inventaire FNAC 28717, en dépôt depuis 2019 à la Cour de cassation de Paris
  - Combat anachronique, vers 1963, huile sur toile, 128 x 162 cm, numéro inventaire FNAC 28170, en dépôt depuis 1965 à l'Ambassade de France à Caracas
  - Électricité générale, 1971, gouache sur papier, 49 x 65,1 cm, numéro inventaire FNAC 32149
- Paris, Mobilier national[15] :
  - Le Magasin pittoresque, 1948, tapisserie, 154 x 256 cm, numéro d’inventaire GMTT-501-000
  - Les Lissiers, 1948, carton de tapisserie, 219 x 320 cm, numéro d’inventaire GMTC-774-000
  - Les Lissiers, 1950, tapisserie, 206 x 325 cm, numéro d’inventaire GMTT-542-000
  - L'Automne, 1953, carton de tapisserie, 265 x 295 cm, numéro d’inventaire GMTC-935-000
  - L'Automne, 1953, tapisserie, 264 x 295 cm, numéro d’inventaire GMTT-661-000
  - Versailles, 1955, carton de tapisserie, peinture sur papier, 328 x 300 cm, numéro d’inventaire GOB-987-001
  - La Cathédrale dans la ville, 1961, 311 x 199 cm, carton de tapisserie, numéro d’inventaire A-85-000
  - La Cathédrale dans la ville, 1962, 308 x 200 cm, atelier Legoueix, Aubusson, numéro d’inventaire GMTT-888-000
  - L'Année botanique, 1961, carton de tapisserie, peinture sur papier, 200 x 298 cm, numéro d’inventaire B-37-000
  - L'Année botanique, 1963, tapisserie, 200 x 295 cm, manufacture de Beauvais, numéro d’inventaire BV-84-000
  - Versailles, 1963, tapisserie, 318 x 298 cm, manufacture des Gobelins, 2ème exemplaire, numéro d’inventaire GOB-1092-000
  - Le Combat anachronique, 1967, carton de tapisserie, 240 x 525 cm, tissé en 1969 à Aubusson, numéro d’inventaire GBA-42-000
  - Le Combat anachronique, 1967, tapisserie, 233 x 515 cm, tissé en 1968 à Aubusson, numéro d’inventaire GMTT-1014-000
  - Le Combat anachronique, 1967, tapisserie, 240 x 535 cm, tissé en 1969, 2ème exemplaire, numéro d’inventaire GMTT-1026-000
  - Le Combat anachronique, 1967, tapisserie, 238 x 518 cm, tissé en 1980, numéro d’inventaire GMTT-1087-000
  - Hommage à Paolo Uccello, 1966, tapisserie, 278 x 671 cm, tissé en 1966 à Aubusson, numéro d’inventaire GMTT-1008-000
  - Hommage à Paolo Uccello, 1968, tapisserie, 278 x 665 cm, 2ème exemplaire, numéro d’inventaire GMTT-1019-000
  - Hommage à Paolo Uccello, 1969, tapisserie, 277 x 667 cm, numéro d’inventaire GMTT-1032-000
  - La Parade jaune, 1981, carton de tapisserie, 273 x 332 cm, numéro d’inventaire GBA-217-002
  - La Parade jaune, 1981, carton de tapisserie, 65 x 50 cm, numéro d’inventaire GBA-217-003
  - La Parade jaune, 1985, tapisserie, 273 x 332 cm, 1er exemplaire, manufacture de Beauvais, numéro d’inventaire BV-359-000
  - La Parade jaune, 1985, tapisserie, 274 x 334 cm, 2e exemplaire, manufacture de Beauvais, numéro d’inventaire BV-392-000
- Paris, Cité de l'architecture et du patrimoine, fonds Jacques Lagrange : 
  - Études pour les décorations des sols de la faculté des sciences de Jussieu[16], pour le collège d'enseignement technique de Murat (Cantal) et pour la faculté de pharmacie de l'université de Lille
- Pons, lycée d'enseignement technologique :
  - Le Tournoi St-Gilles, 1974, tapisserie, 261 x 392 cm, atelier Tabard, Aubusson
- Ussel, musée du pays d'Ussel : 
  - Banlieue, 1945, tapisserie, 250 x 300 cm, atelier Picaud, Aubusson

### À l'étranger
- Musée des Beaux-Arts de La Chaux-de-Fonds
- Musée d'Art moderne et d'Art contemporain de Liège

## Réception critique
« [Lagrange] s'exprime à travers des thèmes nombreux et constamment renouvelés, développant une écriture expressive à laquelle il donne libre cours jusqu'aux frontières de l'abstrait avec une invention très personnelle, particulièrement attachante par les arguments colorés et l'architecture de la lumière qui marquent toutes ses entreprises artistiques. » — Gaston Diehl[réf. nécessaire]
« La peinture de Lagrange se situe dans les prolongements de la peinture traditionnelle française. La composition est liée à l'architecture. La construction colorée est un héritage évident des Fauves. La figuration se mêle à des écritures abstraites ou lyriques. La discipline géométrique s'efface dans des aplats de tons vifs dont la forme crée une frontière dessinée par la lumière. » — Jean-Jacques Levêque[réf. nécessaire]

## Décorations
- Commandeur de l'ordre des Arts et des Lettres Il est fait commandeur lors de la promotion du 19 février 1993[17].

## Jardin Jacques Lagrange

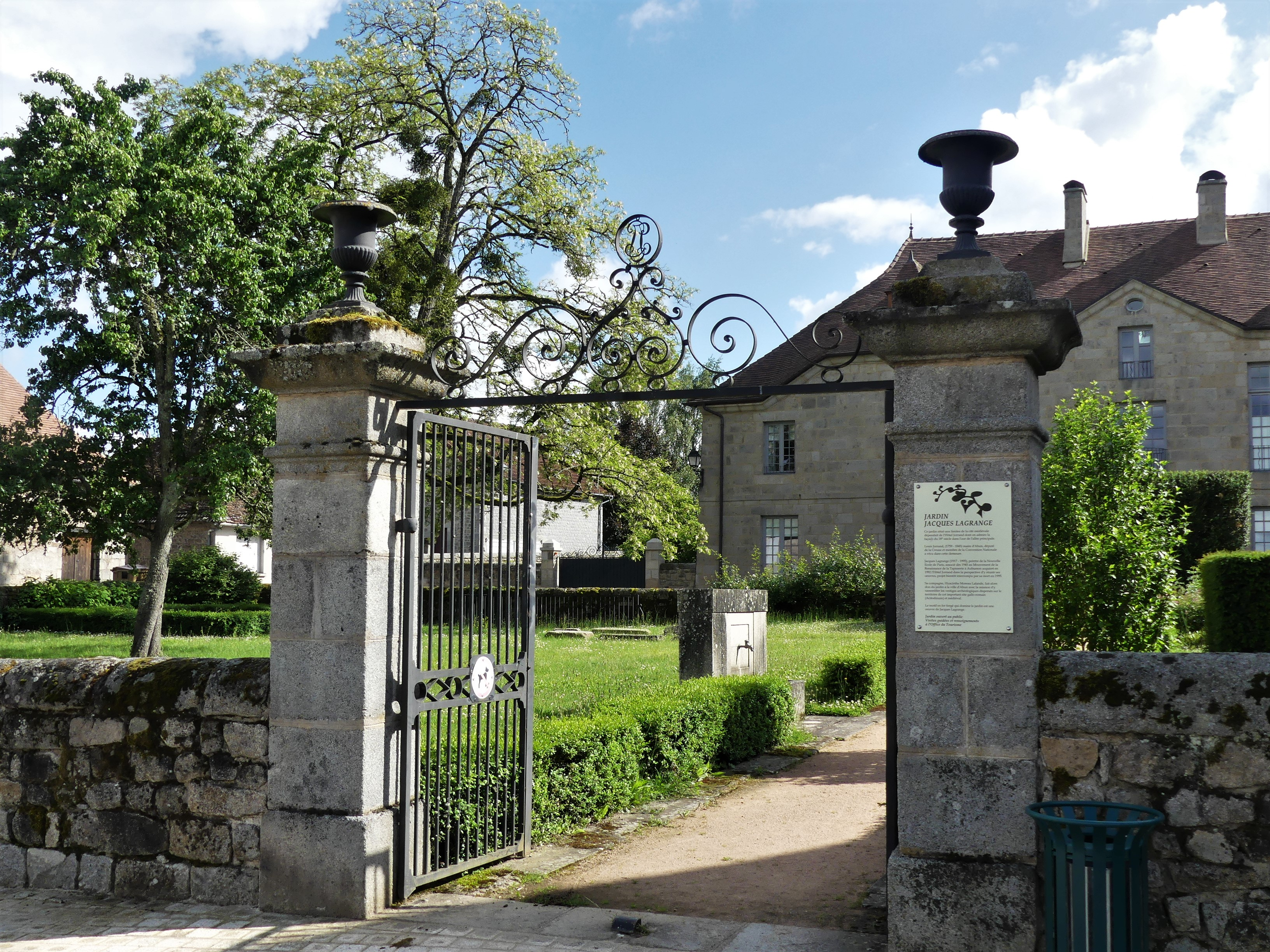
Entrée du jardin Lagrange.

Dans le village d'Ahun un jardin inauguré en 2003 porte le nom de Jacques Lagrange qui en avait acheté le terrain ainsi que l'hôtel Jorrand, dans le but de les transformer en musée. Après sa mort, sa compagne et exécutrice testamentaire Hyacinthe Moreau-Lalande
a offert le lieu à la commune d'Ahun. Des stèles de l'époque  gallo-romaine, des sarcophages médiévaux y ont été installés. Sur un mur un motif métallique monumental reprend le dessin de l'une des gravures composées par le peintre pour illustrer le livre Temple du merle d'Eugène Guillevic.
Hyacinthe Moreau-Lalande a par ailleurs confié au musée des arts naïfs et populaires de Noyers-sur-Serein 60 ex-voto du XVIIème siècle à nos jours de la collection Jacques Lagrange qui s'y trouvent exposés depuis 2004.

#### Monographies
- Robert Guinot, Jacques Lagrange, Les couleurs de la vie, Éditions Lucien Souny, 2005.
- Jean-Jacques Wattel et Bénédicte Wattel, Jacques Lagrange et ses toiles, peintures, tapisseries, cinéma, Paris, éditions Louvre Victoire, 2020.

#### Catalogues d'expositions
- Tapisseries: Jean Lurçat, Vincent Guignebert, Robert Henry, Jacques Lagrange, Jean Picart Le Doux, Marc Saint-Saens, Robert Vogensky, Galerie de France, éditions Montrouge Association des peintres cartonniers de tapisseries, 1947.
- Bernard Privat, Lagrange, peintures récentes, galerie Villand et Galanis, Paris, 1957.
- Bernard Privat, Peintures de Lagrange, Chartres, galerie Villand et Galanis, Paris, 1959.
- Marcel Lecomte et Jean Cathelin, Lagrange, peintures récentes, galerie Villand et Galanis, Paris, 1963.
- Jean-Louis Ferrier, Lagrange, peintures récentes, galerie Villand et Galanis, Paris, 1965.
- Jean Lescure, Les peintures de Lagrange, galerie Villand et Galanis, Paris 1971.
- Jean Lescure, Lagrange, peintures et tapisseries, château de Sainte-Feyre (Creuse), 1972.
- Jean Lescure, Lagrange, Grands formats de 1950 à 1977, Paris, galerie Villand et Galanis, 1978.
- Hélène Parmelin, Les Peintres de Jean Vilar : Calder, Chastel, Gischia, Jacno, Lagrange, Manessier, Pignon, Prassinos et Singier, Fondation Jean Vilar, Avignon, 1984.
- Paul Jolas, Bernard Dorival, P.-M. Grand, Pierre Masteau et Guillevic (poème), Lagrange, œuvre peint, tapisseries, Angers, Musée Jean-Lurçat et de la Tapisserie contemporaine, 1987, 48 p..

#### Ouvrages généraux
- Lydia Harambourg, L’École de Paris, 1945-1965, Dictionnaire des peintres, Neuchâtel, Ides et Calendes, 2010 (1re éd. 1993) (ISBN 978-2-8258-0241-0).